# Cimanggu (Cibeber)
Cimanggu is een bestuurslaag in het regentschap Cianjur van de provincie West-Java, Indonesië. Cimanggu telt 5626 inwoners (volkstelling 2010).